# تعداد کربن
در شیمی آلی ترکیبات بر اساس تعداد کربن طبقه‌بندی می‌شوند.

## فهرست ترکیبات شیمیایی بر اساس تعداد کربن
| - ۱ - ۲ - ۳ - ۴ - ۵ - ۶ - ۷ - ۸ - ۹ - ۱۰ | - ۱۱ - ۱۲ - ۱۳ - ۱۴ - ۱۵ - ۱۶ - ۱۷ - ۱۸ - ۱۹ - ۲۰ | - ۲۱ - ۲۲ - ۲۳ - ۲۴ - ۲۵–۲۹ - ۳۰–۳۹ - ۴۰–۴۹ - ۵۰–۱۰۰ |